# Emre Öztürk (Fußballspieler, 1986)
Emre Öztürk (* 1. April 1986 in Heidelberg) ist ein deutscher Fußballspieler türkischer Abstammung.

## Karriere
Er spielte bereits bei der SG Dielheim, dem FV Nußloch, dem SV Sandhausen, dem SV 98 Schwetzingen und dem SV Waldhof Mannheim. In der Saison 2005/06 kam er zur 2. Mannschaft des VfL Wolfsburg und spielte dort in der Oberliga. 2008 kehrte er zu Sandhausen zurück und gab sein Profidebüt in der 3. Liga.
Im Sommer 2011 wechselte er in die Türkei zu Göztepe Izmir. Nach eineinhalb Jahren verließ er Göztepe Izmir und wechselte im Januar 2013 zu Fethiyespor. Hier wurde er mit seiner Mannschaft Playoffsieger der TFF 2. Lig und stieg dadurch in die TFF 1. Lig auf. Nach der Saison 2013/14 wechselte er zu Yeni Malatyaspor. Dort löste er seinen Vertrag bereits nach einem halben Jahr wieder auf und kehrte im Januar 2015 zu Fethiyespor zurück.
Bereits ein halbes Jahr später wechselte Öztürk nochmal und heuerte beim Drittligisten Kahramanmaraşspor an.

## Erfolge
Mit Fethiyespor
- Play-off-Sieger der TFF 2. Lig und Aufstieg in die TFF 1. Lig: 2012/13